# I liga paragwajska w piłce nożnej (1997)
Mistrzem Paragwaju został klub Club Olimpia, natomiast wicemistrzem Paragwaju – Cerro Porteño.
Sezon podzielony został na dwa turnieje – Apertura i Clausura. Zwycięzcy obu turniejów mieli zmierzyć się o mistrzostwo kraju, a zwycięzca miał zdobyć tytuł mistrza, natomiast przegrany tytuł wicemistrza Paragwaju.
Do turniejów międzynarodowych zakwalifikowały się następujące kluby:
- Copa Mercosur 1998: Cerro Porteño, Club Olimpia
- Copa Libertadores 1998: Club Olimpia, Cerro Porteño
- Copa CONMEBOL 1998: Cerro Corá Asunción

Do drugiej ligi spadły dwa kluby – Tembetary Ypané i Sport Colombia Fernando de la Mora. Na ich miejsce z drugiej ligi awansował klub 12 de Octubre Itaugua. Liga została zmniejszona z 13 do 12 klubów.

## Torneo Apertura 1997

### Apertura 1
| Mecze: 22-23 lutego 1997                                                                                |
| --- |
| Cerro Porteño – Club Olimpia 1:3                                                                        |
| Club Presidente Hayes – Sport Colombia Fernando de la Mora 2:2 klub Presidente Hayes wygrał rzuty karne |
| Tembetary Ypané – Sportivo Luqueño 2:1                                                                  |
| Atlético Colegiales – Sportivo San Lorenzo 1:2                                                          |
| Club Nacional – Club Sol de América 1:2                                                                 |
| Cerro Corá Asunción – Club Guaraní 1:2                                                                  |

### Apertura 2
| Mecze: 1-2 marca 1997                                  |
| ------------------------------------------------------ |
| Club Olimpia – Club Nacional 5:1                       |
| Sport Colombia Fernando de la Mora – Cerro Porteño 1:2 |
| Sportivo Luqueño – Cerro Corá Asunción 3:2             |
| Club Guaraní – Club Libertad 0:1                       |
| Club Sol de América – Atlético Colegiales 1:0          |
| Sportivo San Lorenzo – Tembetary Ypané 1:0             |

### Apertura 3
| Mecze: 8-9 marca 1997                                  |
| ------------------------------------------------------ |
| Atlético Colegiales – Club Olimpia 0:4                 |
| Tembetary Ypané – Club Sol de América 1:2              |
| Club Nacional – Sport Colombia Fernando de la Mora 3:2 |
| Club Libertad – Sportivo Luqueño 3:2                   |
| Cerro Corá Asunción – Sportivo San Lorenzo 1:0         |
| Cerro Porteño – Club Presidente Hayes 3:0              |

### Apertura 4
| Mecze: 15-16 marca 1997                                                            |
| ---------------------------------------------------------------------------------- |
| Sportivo San Lorenzo – Club Libertad 1:2                                           |
| Sportivo Luqueño – Club Guaraní 1:0                                                |
| Club Presidente Hayes – Club Nacional 0:0 klub Presidente Hayes wygrał rzuty karne |
| Sport Colombia Fernando de la Mora – Atlético Colegiales 0:1                       |
| Club Olimpia – Tembetary Ypané 0:0 klub Olimpia wygrał rzuty karne                 |
| Club Sol de América – Cerro Corá Asunción 3:0                                      |

### Apertura 5
| Data          | Mecz |
| ------------- | --- |
| 24 marca 1997 | Cerro Corá Asunción – Club Olimpia 0:1                                                                                  |
| 24 marca 1997 | Club Nacional – Cerro Porteño 2:0                                                                                       |
| 24 marca 1997 | Club Guaraní – Sportivo San Lorenzo 2:2 klub San Lorenzo wygrał rzuty karne                                             |
| 24 marca 1997 | Club Libertad – Club Sol de América 2:0 wynik meczu niepewny                                                            |
| 24 marca 1997 | Tembetary Ypané – Sport Colombia Fernando de la Mora 1:0 nie ma pewności, na boisku którego klubu mecz został rozegrany |
| 24 marca 1997 | Atlético Colegiales – Club Presidente Hayes 0:1 nie ma pewności, na boisku którego klubu mecz został rozegrany          |

### Apertura 6
| Data          | Mecz                                                                    |
| ------------- | ----------------------------------------------------------------------- |
| 31 marca 1997 | Cerro Porteño – Atlético Colegiales 3:1                                 |
| 31 marca 1997 | Club Olimpia – Club Libertad 2:1                                        |
| 31 marca 1997 | Club Sol de América – Club Guaraní 1:0                                  |
| 31 marca 1997 | Sport Colombia Fernando de la Mora – Cerro Corá Asunción 2:2, karne 4:3 |
| 31 marca 1997 | Club Presidente Hayes – Tembetary Ypané 2:1                             |
| 31 marca 1997 | Sportivo San Lorenzo – Sportivo Luqueño 4:1                             |

### Apertura 7
| Mecze: 4-6 kwietnia 1997                               |
| ------------------------------------------------------ |
| Club Guaraní – Club Olimpia 2:0                        |
| Sportivo Luqueño – Club Sol de América 0:2             |
| Tembetary Ypané – Cerro Porteño 2:1                    |
| Cerro Corá Asunción – Club Presidente Hayes 3:4        |
| Atlético Colegiales – Club Nacional 1:1, karne 4:3     |
| Club Libertad – Sport Colombia Fernando de la Mora 0:1 |

### Apertura 8
| Mecze: 11-13 kwietnia 1997                                       |
| ---------------------------------------------------------------- |
| Club Olimpia – Sportivo Luqueño 3:0                              |
| Club Sol de América – Sportivo San Lorenzo 0:2                   |
| Club Nacional – Tembetary Ypané 0:3                              |
| Sport Colombia Fernando de la Mora – Club Guaraní 2:2, karne 2:4 |
| Club Presidente Hayes – Club Libertad 0:1                        |
| Cerro Porteño – Cerro Corá Asunción 3:1                          |

### Apertura 9
| Mecze: 18-20 kwietnia 1997                                           |
| -------------------------------------------------------------------- |
| Club Libertad – Cerro Porteño 2:2, karne 2:4                         |
| Cerro Corá Asunción – Club Nacional 2:2, karne 4:1                   |
| Club Guaraní – Club Presidente Hayes 2:2, karne 1:2                  |
| Sportivo Luqueño – Sport Colombia Fernando de la Mora 1:1, karne 3:4 |
| Tembetary Ypané – Atlético Colegiales 0:2                            |
| Sportivo San Lorenzo – Club Olimpia 1:1, karne 2:4                   |

### Apertura 10
| Mecze: 25-27 kwietnia 1997                                              |
| ----------------------------------------------------------------------- |
| Club Olimpia – Club Sol de América 0:0, karne 7:6                       |
| Club Nacional – Club Libertad 2:2, karne 5:4                            |
| Club Presidente Hayes – Sportivo Luqueño 1:2                            |
| Sport Colombia Fernando de la Mora – Sportivo San Lorenzo 5:0           |
| Atlético Colegiales – Cerro Corá Asunción 2:0                           |
| Cerro Porteño – Club Guaraní 2:0 mecz rozegrany został 2 maja 1997 roku |

### Apertura 11
| Data        | Mecz |
| ----------- | --- |
| 4 maja 1997 | Club Guaraní – Club Nacional 4:2                                                                               |
| 4 maja 1997 | Sportivo Luqueño – Cerro Porteño 2:1                                                                           |
| 4 maja 1997 | Club Sol de América – Sport Colombia Fernando de la Mora 0:0, karne 2:4 wynik konkursu rzutów karnych niepewny |
| 4 maja 1997 | Sportivo San Lorenzo – Club Presidente Hayes 1:0                                                               |
| 4 maja 1997 | Club Libertad – Atlético Colegiales 0:0, karne 2:4                                                             |
| 4 maja 1997 | Cerro Corá Asunción – Tembetary Ypané 2:1                                                                      |

### Apertura 12
| Data         | Mecz                                                             |
| ------------ | ---------------------------------------------------------------- |
| 11 maja 1997 | Tembetary Ypané – Club Libertad 2:2, karne 12:11                 |
| 11 maja 1997 | Atlético Colegiales – Club Guaraní 0:1                           |
| 11 maja 1997 | Club Nacional – Sportivo Luqueño 2:0                             |
| 11 maja 1997 | Cerro Porteño – Sportivo San Lorenzo 4:1                         |
| 11 maja 1997 | Club Presidente Hayes – Club Sol de América 1:0                  |
| 11 maja 1997 | Sport Colombia Fernando de la Mora – Club Olimpia 1:1, karne 3:5 |

### Apertura 13
| Data         | Mecz                                                                       |
| ------------ | -------------------------------------------------------------------------- |
| 15 maja 1997 | Club Olimpia – Club Presidente Hayes 2:0                                   |
| 15 maja 1997 | Club Sol de América – Cerro Porteño 0:1                                    |
| 15 maja 1997 | Sportivo San Lorenzo – Club Nacional 0:0 rzuty karne wygrał klub Nacional  |
| 15 maja 1997 | Sportivo Luqueño – Atlético Colegiales 2:1                                 |
| 15 maja 1997 | Club Guaraní – Tembetary Ypané 3:1 wynik meczu niepewny                    |
| 15 maja 1997 | Club Libertad – Cerro Corá Asunción 1:1 rzuty karne wygrał klub Cerro Corá |

### Tabela końcowa Apertura 1997
W przypadku remisów rozgrywano rzuty karne. Zwycięzca w rzutach karnych zdobywał 2 punkty, a przegrany – 1 punkt. W tabeli w kolumnie z remisami podane są remisy z wygranymi rzutami karnymi, a po ukośniku / remisy z przegranymi karnymi.
| Poz | Klub                               | Mecze | Zw | Rem | Por | Pkt | BrZd | BrStr |
| --- | ---------------------------------- | ----- | -- | --- | --- | --- | ---- | ----- |
| 1   | Club Olimpia                       | 12    | 7  | 4/0 | 1   | 29  | 22   | 7     |
| 2   | Cerro Porteño                      | 12    | 7  | 1/0 | 4   | 23  | 23   | 15    |
| 3   | Club Sol de América                | 12    | 6  | 0/2 | 4   | 20  | 11   | 8     |
| 4   | Club Libertad                      | 12    | 5  | 0/5 | 2   | 20  | 17   | 13    |
| 5   | Sportivo San Lorenzo               | 12    | 5  | 1/2 | 4   | 19  | 15   | 17    |
| 6   | Club Guaraní                       | 12    | 5  | 1/2 | 4   | 19  | 18   | 15    |
| 7   | Club Presidente Hayes              | 12    | 4  | 3/0 | 5   | 18  | 13   | 17    |
| 8   | Sportivo Luqueño                   | 12    | 5  | 0/1 | 6   | 16  | 15   | 22    |
| 9   | Club Nacional                      | 12    | 3  | 2/3 | 4   | 16  | 16   | 21    |
| 10  | Sport Colombia Fernando de la Mora | 12    | 2  | 3/3 | 4   | 15  | 17   | 15    |
| 11  | Tembetary Ypané                    | 12    | 4  | 1/1 | 6   | 15  | 14   | 16    |
| 12  | Atlético Colegiales                | 12    | 3  | 2/0 | 7   | 13  | 9    | 15    |
| 13  | Cerro Corá Asunción                | 12    | 2  | 2/1 | 7   | 11  | 15   | 24    |

| Data         | Mecz barażowy o ósme miejsce         |
| ------------ | ------------------------------------ |
| 16 maja 1997 | Club Nacional – Sportivo Luqueño 0:2 |

Przed Liguillą czołowe 6 klubów otrzymało dodatkowe bonusy w zależności od zajętego miejsca – klub na pierwszym miejscu otrzymał 3 punkty, na drugim – 2,5 punktu, na trzecim – 2 punkty, czwarty – 1,5 punktu, piąty – 1 punkt i szósty – 0,5 punktu.

### Liguilla Apertura
| Data         | Mecz                                                                            |
| ------------ | ------------------------------------------------------------------------------- |
| 18 maja 1997 | Club Libertad – Club Olimpia 0:3                                                |
| 18 maja 1997 | Club Guaraní – Sportivo Luqueño 1:0 wynik meczu niepewny                        |
| 18 maja 1997 | Club Presidente Hayes – Cerro Porteño 1:1 rzuty karne wygrał klub Cerro Porteño |
| 18 maja 1997 | Sportivo San Lorenzo – Club Sol de América 1:1, karne 5:6                       |

| Mecze: 21-22 maja 1997                          |
| ----------------------------------------------- |
| Club Libertad – Sportivo Luqueño 3:5            |
| Club Olimpia – Club Guaraní 1:0                 |
| Club Sol de América – Club Presidente Hayes 1:0 |
| Cerro Porteño – Sportivo San Lorenzo 3:1        |

| Data         | Mecz                                             |
| ------------ | ------------------------------------------------ |
| 25 maja 1997 | Club Libertad – Club Guaraní 2:1                 |
| 25 maja 1997 | Club Olimpia – Sportivo Luqueño 1:2              |
| 25 maja 1997 | Club Presidente Hayes – Sportivo San Lorenzo 0:2 |
| 25 maja 1997 | Cerro Porteño – Club Sol de América 3:2          |

W poniższych tabelach uwzględniono otrzymane wcześniej bonusy za pozycję w tabeli pierwszej fazy turnieju Apertura. W przypadku remisów rozgrywano rzuty karne. Zwycięzca w rzutach karnych zdobywał 2 punkty, a przegrany – 1 punkt. W tabelach w kolumnie z remisami podane są remisy z wygranymi rzutami karnymi, a po ukośniku / remisy z przegranymi karnymi.
| Poz | Klub             | Mecze | Zw | Rem | Por | Pkt | BrZd | BrStr |
| --- | ---------------- | ----- | -- | --- | --- | --- | ---- | ----- |
| 1   | Club Olimpia     | 3     | 2  | 0/0 | 1   | 9   | 5    | 2     |
| 2   | Sportivo Luqueño | 3     | 2  | 0/0 | 1   | 6   | 7    | 5     |
| 3   | Club Libertad    | 3     | 1  | 0/0 | 2   | 4,5 | 5    | 9     |
| 4   | Club Guaraní     | 3     | 1  | 0/0 | 2   | 3,5 | 2    | 3     |

| Poz | Klub                  | Mecze | Zw | Rem | Por | Pkt  | BrZd | BrStr |
| --- | --------------------- | ----- | -- | --- | --- | ---- | ---- | ----- |
| 1   | Cerro Porteño         | 3     | 2  | 1/0 | 0   | 10,5 | 7    | 4     |
| 2   | Club Sol de América   | 3     | 1  | 1/0 | 1   | 7    | 4    | 4     |
| 3   | Sportivo San Lorenzo  | 3     | 1  | 0/1 | 1   | 5    | 4    | 4     |
| 4   | Club Presidente Hayes | 3     | 0  | 0/1 | 2   | 1    | 1    | 4     |

### 1/2 finału
| Data         | Mecz                                            |
| ------------ | ----------------------------------------------- |
| 28 maja 1997 | Club Olimpia – Club Sol de América 0:1 Villalba |
| 28 maja 1997 | Cerro Porteño – Sportivo Luqueño 1:0 Meza       |

### Finał
| Data           | Mecz |
| -------------- | --- |
| 1 czerwca 1997 | Cerro Porteño – Club Sol de América 1:1, karne 4:3 Fernández – Aceval nazwisko strzelca bramki dla Sol de América nie jest pewne |

Zwycięzcą turnieju Apertura w roku 1997 został klub Cerro Porteño.

## Torneo Clausura 1997

### Clausura 1
| Data          | Mecz                                                           |
| ------------- | -------------------------------------------------------------- |
| 27 lipca 1997 | Club Olimpia – Cerro Porteño 2:2, karne 4:2                    |
| 27 lipca 1997 | Club Guaraní – Cerro Corá Asunción 4:1                         |
| 27 lipca 1997 | Sportivo Luqueño – Tembetary Ypané 2:1                         |
| 27 lipca 1997 | Sportivo San Lorenzo – Atlético Colegiales 0:1                 |
| 27 lipca 1997 | Club Sol de América – Club Nacional 2:3                        |
| 27 lipca 1997 | Sport Colombia Fernando de la Mora – Club Presidente Hayes 2:1 |

### Clausura 2
| Data            | Mecz                                                              |
| --------------- | ----------------------------------------------------------------- |
| 3 sierpnia 1997 | Club Nacional – Club Olimpia 1:0                                  |
| 3 sierpnia 1997 | Atlético Colegiales – Club Sol de América 2:1                     |
| 3 sierpnia 1997 | Sport Colombia Fernando de la Mora – Cerro Porteño 1:1, karne 2:4 |
| 3 sierpnia 1997 | Club Guaraní – Club Libertad 1:1, karne 2:3                       |
| 3 sierpnia 1997 | Tembetary Ypané – Sportivo San Lorenzo 2:1                        |
| 3 sierpnia 1997 | Cerro Corá Asunción – Sportivo Luqueño 2:1                        |

### Clausura 3
| Data             | Mecz                                                                                    |
| ---------------- | --------------------------------------------------------------------------------------- |
| 10 sierpnia 1997 | Club Presidente Hayes – Cerro Porteño 0:0, karne 4:1                                    |
| 10 sierpnia 1997 | Club Olimpia – Atlético Colegiales 2:2, karne 4:3                                       |
| 10 sierpnia 1997 | Sportivo Luqueño – Club Libertad 3:0                                                    |
| 10 sierpnia 1997 | Sportivo San Lorenzo – Cerro Corá Asunción 0:0, karne 3:2                               |
| 10 sierpnia 1997 | Club Sol de América – Tembetary Ypané 0:0, karne 3:4                                    |
| 10 sierpnia 1997 | Sport Colombia Fernando de la Mora – Club Nacional 3:3 rzuty karne wygrał klub Nacional |

### Clausura 4
| Data             | Mecz                                                         |
| ---------------- | ------------------------------------------------------------ |
| 17 sierpnia 1997 | Tembetary Ypané – Club Olimpia 1:0                           |
| 17 sierpnia 1997 | Club Guaraní – Sportivo Luqueño 1:1, karne 3:5               |
| 17 sierpnia 1997 | Club Nacional – Club Presidente Hayes 2:1                    |
| 17 sierpnia 1997 | Atlético Colegiales – Sport Colombia Fernando de la Mora 1:4 |
| 17 sierpnia 1997 | Cerro Corá Asunción – Club Sol de América 1:0                |
| 17 sierpnia 1997 | Club Libertad – Sportivo San Lorenzo 0:1                     |

### Clausura 5
| Data             | Mecz                                                       |
| ---------------- | ---------------------------------------------------------- |
| 24 sierpnia 1997 | Cerro Porteño – Club Nacional 2:1                          |
| 24 sierpnia 1997 | Club Olimpia – Cerro Corá Asunción 0:0, karne 2:0          |
| 24 sierpnia 1997 | Sportivo San Lorenzo – Club Guaraní 1:1, karne 8:7         |
| 24 sierpnia 1997 | Club Sol de América – Club Libertad 0:1                    |
| 24 sierpnia 1997 | Sport Colombia Fernando de la Mora – Tembetary Ypané 5:1   |
| 24 sierpnia 1997 | Club Presidente Hayes – Atlético Colegiales 1:1, karne 4:5 |

### Clausura 6
| Data             | Mecz                                                         |
| ---------------- | ------------------------------------------------------------ |
| 31 sierpnia 1997 | Club Olimpia – Club Libertad 3:2                             |
| 31 sierpnia 1997 | Cerro Porteño – Atlético Colegiales 1:0                      |
| 31 sierpnia 1997 | Club Guaraní – Club Sol de América 3:2                       |
| 31 sierpnia 1997 | Sportivo San Lorenzo – Sportivo Luqueño 2:1                  |
| 31 sierpnia 1997 | Club Presidente Hayes – Tembetary Ypané 3:2                  |
| 31 sierpnia 1997 | Cerro Corá Asunción – Sport Colombia Fernando de la Mora 3:1 |

### Clausura 7
| Data            | Mecz                                                   |
| --------------- | ------------------------------------------------------ |
| 7 września 1997 | Club Guaraní – Club Olimpia 1:0                        |
| 7 września 1997 | Cerro Porteño – Tembetary Ypané 3:1                    |
| 7 września 1997 | Cerro Corá Asunción – Club Presidente Hayes 2:0        |
| 7 września 1997 | Club Sol de América – Sportivo Luqueño 2:0             |
| 7 września 1997 | Atlético Colegiales – Club Nacional 2:0                |
| 7 września 1997 | Sport Colombia Fernando de la Mora – Club Libertad 1:2 |

### Clausura 8
| Data             | Mecz |
| ---------------- | --- |
| 21 września 1997 | Cerro Corá Asunción – Cerro Porteño 2:1 |
| 21 września 1997 | Sportivo Luqueño – Club Olimpia 2:2, karne 3:5 |
| 21 września 1997 | Tembetary Ypané – Club Nacional 5:2 prawdopodobnie po meczu przyznano walkower dla drużyny Nacional, zachowując w końcowej tabeli bramki z tego meczu |
| 21 września 1997 | Club Libertad – Club Presidente Hayes 0:2 |
| 21 września 1997 | Club Guaraní – Sport Colombia Fernando de la Mora 1:0                                                                                                 |
| 21 września 1997 | Sportivo San Lorenzo – Club Sol de América 2:0 |

### Clausura 9
| Data             | Mecz                                                      |
| ---------------- | --------------------------------------------------------- |
| 28 września 1997 | Club Presidente Hayes – Club Guaraní 1:3                  |
| 28 września 1997 | Cerro Porteño – Club Libertad 1:1, karne 1:4              |
| 28 września 1997 | Club Nacional – Cerro Corá Asunción 0:3                   |
| 28 września 1997 | Club Olimpia – Sportivo San Lorenzo 2:1                   |
| 28 września 1997 | Atlético Colegiales – Tembetary Ypané 4:4, karne 4:3      |
| 28 września 1997 | Sport Colombia Fernando de la Mora – Sportivo Luqueño 1:2 |

### Clausura 10
| Data                | Mecz                                                                     |
| ------------------- | ------------------------------------------------------------------------ |
| 5 października 1997 | Cerro Corá Asunción – Atlético Colegiales 2:1                            |
| 5 października 1997 | Club Sol de América – Club Olimpia 2:1                                   |
| 5 października 1997 | Club Guaraní – Cerro Porteño 2:2, karne 5:3                              |
| 5 października 1997 | Club Libertad – Club Nacional 0:0, karne 4:2                             |
| 5 października 1997 | Sportivo Luqueño – Club Presidente Hayes 1:1, karne 0:3                  |
| 5 października 1997 | Sportivo San Lorenzo – Sport Colombia Fernando de la Mora 0:0, karne 3:4 |

### Clausura 11
| Data                 | Mecz                                                                    |
| -------------------- | ----------------------------------------------------------------------- |
| 19 października 1997 | Cerro Porteño – Sportivo Luqueño 1:2                                    |
| 19 października 1997 | Club Nacional – Club Guaraní 0:1                                        |
| 19 października 1997 | Sport Colombia Fernando de la Mora – Club Sol de América 1:1, karne 2:4 |
| 19 października 1997 | Club Presidente Hayes – Sportivo San Lorenzo 2:1                        |
| 19 października 1997 | Atlético Colegiales – Club Libertad 1:0                                 |
| 19 października 1997 | Tembetary Ypané – Cerro Corá Asunción 3:3, karne 1:3                    |

### Clausura 12
| Data                 | Mecz                                                  |
| -------------------- | ----------------------------------------------------- |
| 26 października 1997 | Atlético Colegiales – Club Guaraní 1:1, karne 4:2     |
| 26 października 1997 | Sportivo San Lorenzo – Cerro Porteño 1:0              |
| 26 października 1997 | Club Olimpia – Sport Colombia Fernando de la Mora 3:1 |
| 26 października 1997 | Tembetary Ypané – Club Libertad 5:1                   |
| 26 października 1997 | Sportivo Luqueño – Club Nacional 1:1, karne 5:3       |
| 26 października 1997 | Club Sol de América – Club Presidente Hayes 1:0       |

### Clausura 13
| Data             | Mecz                                                  |
| ---------------- | ----------------------------------------------------- |
| 1 listopada 1997 | Sportivo Luqueño – Atlético Colegiales 2:2, karne 4:3 |
| 1 listopada 1997 | Cerro Corá Asunción – Club Libertad 3:0               |
| 1 listopada 1997 | Tembetary Ypané – Club Guaraní 6:3                    |
| 1 listopada 1997 | Cerro Porteño – Club Sol de América 1:0               |
| 1 listopada 1997 | Club Presidente Hayes – Club Olimpia 1:3              |
| 1 listopada 1997 | Club Nacional – Sportivo San Lorenzo 1:3              |

### Tabela końcowa Clausura 1997
W przypadku remisów rozgrywano rzuty karne. Zwycięzca w rzutach karnych zdobywał 2 punkty, a przegrany – 1 punkt. W tabeli w kolumnie z remisami podane są remisy z wygranymi rzutami karnymi, a po ukośniku / remisy z przegranymi karnymi.
| Poz | Klub                               | Mecze | Zw | Rem | Por | Pkt | BrZd | BrStr |
| --- | ---------------------------------- | ----- | -- | --- | --- | --- | ---- | ----- |
| 1   | Cerro Corá Asunción                | 12    | 8  | 1/2 | 1   | 28  | 22   | 11    |
| 2   | Club Guaraní                       | 12    | 6  | 1/4 | 1   | 24  | 22   | 16    |
| 3   | Sportivo San Lorenzo               | 12    | 5  | 2/1 | 4   | 20  | 13   | 10    |
| 4   | Sportivo Luqueño                   | 12    | 4  | 3/2 | 3   | 20  | 18   | 16    |
| 5   | Club Olimpia                       | 12    | 4  | 4/0 | 4   | 20  | 18   | 16    |
| 6   | Atlético Colegiales                | 12    | 4  | 3/2 | 3   | 20  | 18   | 18    |
| 7   | Cerro Porteño                      | 12    | 4  | 1/4 | 3   | 18  | 15   | 13    |
| 8   | Club Nacional                      | 12    | 4  | 1/2 | 5   | 16  | 14   | 23    |
| 9   | Tembetary Ypané                    | 12    | 4  | 1/2 | 5   | 16  | 31   | 27    |
| 10  | Sport Colombia Fernando de la Mora | 12    | 3  | 1/3 | 5   | 14  | 20   | 19    |
| 11  | Club Presidente Hayes              | 12    | 3  | 2/1 | 6   | 14  | 13   | 18    |
| 12  | Club Sol de América                | 12    | 3  | 1/1 | 7   | 12  | 11   | 15    |
| 13  | Club Libertad                      | 12    | 2  | 3/0 | 7   | 12  | 8    | 21    |

Przed Liguillą czołowe 6 klubów otrzymało dodatkowe bonusy w zależności od zajętego miejsca – klub na pierwszym miejscu otrzymał 3 punkty, na drugim – 2,5 punktu, na trzecim – 2 punkty, czwarty – 1,5 punktu, piąty – 1 punkt i szósty – 0,5 punktu.

### Liguilla Clausura
| Data              | Mecz                                                      |
| ----------------- | --------------------------------------------------------- |
| 9 listopada 1997  | Club Guaraní – Club Nacional 1:1, karne 4:3               |
| 9 listopada 1997  | Cerro Porteño – Sportivo Luqueño 1:3                      |
| 9 listopada 1997  | Sportivo San Lorenzo – Atlético Colegiales 1:0            |
| 9 listopada 1997  | Club Olimpia – Cerro Corá Asunción 2:1                    |
| 23 listopada 1997 | Cerro Porteño – Club Guaraní 2:4                          |
| 23 listopada 1997 | Sportivo Luqueño – Club Nacional 3:2                      |
| 23 listopada 1997 | Cerro Corá Asunción – Atlético Colegiales 2:0             |
| 23 listopada 1997 | Club Olimpia – Sportivo San Lorenzo 3:0                   |
| 30 listopada 1997 | Sportivo Luqueño – Club Guaraní 3:0                       |
| 30 listopada 1997 | Club Nacional – Cerro Porteño 4:3                         |
| 30 listopada 1997 | Atlético Colegiales – Club Olimpia 1:1, karne 5:4         |
| 30 listopada 1997 | Sportivo San Lorenzo – Cerro Corá Asunción 1:1, karne 3:4 |

W poniższych tabelach uwzględniono otrzymane wcześniej bonusy za pozycję w tabeli pierwszej fazy turnieju Clausura. W przypadku remisów rozgrywano rzuty karne. Zwycięzca w rzutach karnych zdobywał 2 punkty, a przegrany – 1 punkt. W tabelach w kolumnie z remisami podane są remisy z wygranymi rzutami karnymi, a po ukośniku / remisy z przegranymi karnymi.
| Poz | Klub             | Mecze | Zw | Rem | Por | Pkt  | BrZd | BrStr |
| --- | ---------------- | ----- | -- | --- | --- | ---- | ---- | ----- |
| 1   | Sportivo Luqueño | 3     | 3  | 0/0 | 0   | 10,5 | 9    | 3     |
| 2   | Club Guaraní     | 3     | 1  | 1/0 | 1   | 7,5  | 5    | 6     |
| 3   | Club Nacional    | 3     | 1  | 0/1 | 1   | 4    | 7    | 7     |
| 4   | Cerro Porteño    | 3     | 0  | 0/0 | 3   | 0    | 6    | 11    |

| Poz | Klub                 | Mecze | Zw | Rem | Por | Pkt | BrZd | BrStr |
| --- | -------------------- | ----- | -- | --- | --- | --- | ---- | ----- |
| 1   | Club Olimpia         | 3     | 2  | 0/1 | 0   | 8   | 6    | 2     |
| 2   | Cerro Corá Asunción  | 3     | 1  | 1/0 | 1   | 8   | 4    | 3     |
| 3   | Sportivo San Lorenzo | 3     | 1  | 0/1 | 1   | 6   | 2    | 4     |
| 4   | Atlético Colegiales  | 3     | 0  | 1/0 | 2   | 2,5 | 1    | 4     |

| Data           | Mecz barażowy o pierwsze miejsce w grupie B |
| -------------- | ------------------------------------------- |
| 2 grudnia 1997 | Club Olimpia – Cerro Corá Asunción 2:1      |

### 1/2 finału
| Data           | Mecz                                                  |
| -------------- | ----------------------------------------------------- |
| 5 grudnia 1997 | Club Olimpia – Club Guaraní 4:2                       |
| 5 grudnia 1997 | Cerro Corá Asunción – Sportivo Luqueño 2:2, karne 6:5 |

### Finał
| Data            | Mecz                                                                                         |
| --------------- | -------------------------------------------------------------------------------------------- |
| 10 grudnia 1997 | Club Olimpia – Sportivo Luqueño 3:0 Gabriel Gonzalez 33, Mauro Caballero 74, Felix Torres 85 |

Zwycięzcą turnieju Clausura w roku 1997 został klub Club Olimpia.

## Campeonato Paraguay 1997
O tytuł mistrza Paragwaju zmierzył się mistrz turnieju Apertura klub Cerro Porteño z mistrzem turnieju Clausura klubem Club Olimpia.
| Data            | Mecz                             |
| --------------- | -------------------------------- |
| 14 grudnia 1997 | Club Olimpia – Cerro Porteño 1:0 |
| 21 grudnia 1997 | Cerro Porteño – Club Olimpia 1:1 |

Mistrzem Paragwaju w roku 1997 został klub Club Olimpia.

## Sumaryczna tabela sezonu 1997
Połączenie fazy ligowej turnieju Apertura oraz fazy ligowej turnieju Clausura. W przypadku remisów rozgrywano rzuty karne. Zwycięzca w rzutach karnych zdobywał 2 punkty, a przegrany – 1 punkt. W tabeli w kolumnie z remisami podane są remisy z wygranymi rzutami karnymi, a po ukośniku / remisy z przegranymi karnymi.
| Poz | Klub                               | Mecze | Zw | Rem | Por | Pkt | BrZd | BrStr |
| --- | ---------------------------------- | ----- | -- | --- | --- | --- | ---- | ----- |
| 1   | Club Olimpia                       | 24    | 11 | 8/0 | 5   | 49  | 40   | 23    |
| 2   | Club Guaraní                       | 24    | 11 | 2/6 | 5   | 43  | 40   | 31    |
| 3   | Cerro Porteño                      | 24    | 11 | 2/4 | 7   | 41  | 38   | 28    |
| 4   | Cerro Corá Asunción                | 24    | 10 | 3/3 | 8   | 39  | 37   | 35    |
| 5   | Sportivo San Lorenzo               | 24    | 10 | 3/3 | 8   | 39  | 28   | 27    |
| 6   | Sportivo Luqueño                   | 24    | 9  | 3/3 | 9   | 36  | 33   | 38    |
| 7   | Atlético Colegiales                | 24    | 7  | 5/2 | 10  | 33  | 27   | 33    |
| 8   | Club Sol de América                | 24    | 9  | 1/3 | 11  | 32  | 22   | 23    |
| 9   | Club Presidente Hayes              | 24    | 7  | 5/1 | 11  | 32  | 26   | 35    |
| 10  | Club Libertad                      | 24    | 7  | 3/5 | 9   | 32  | 25   | 34    |
| 11  | Club Nacional                      | 24    | 7  | 3/5 | 9   | 32  | 30   | 44    |
| 12  | Tembetary Ypané                    | 24    | 8  | 2/3 | 11  | 31  | 45   | 43    |
| 13  | Sport Colombia Fernando de la Mora | 24    | 5  | 4/6 | 9   | 29  | 37   | 34    |